# Saison 2016-2017 de l'ECHL
Saison précédente Saison suivante
La saison 2016-2017 est la vingt-neuvième saison de l'ECHL. La saison régulière se déroule du 14 octobre 2016 au 9 avril 2017 et est suivie par les séries éliminatoires de la Coupe Kelly.

## Saison régulière

### Contexte
Les IceMen d'Evansville annoncent la suspension de leurs activités.
La ligue revient à quatre divisions à la place des six de la saison précédente, supprimant ainsi les divisions Est et Mid-Ouest. Trois équipes changent d'association : les Wings de Kalamazoo et le Walleye de Toledo rejoignent l'association de l'Ouest alors que les Cyclones de Cincinnati rejoignent celle de l'Est.
Les équipes originaires des divisions supprimées sont transférées des les divisions restantes : les Americans d'Allen et les Mavericks du Missouri rejoignent la division Ouest qui change de nom pour prendre celui de division Mountain. La division Centrale ajoute les équipes des Komets de Fort Wayne, Fuel d'Indy, Wings de Kalamazoo, Mallards de Quad City et le Walleye de Toledo. Et enfin, la division Nord intègre en ces rangs toutes les équipes de l'ancienne division Est à l'exception des Admirals de Norfolk, qui, avec Cincinnati, rejoignent la division Sud.

### Classements
Les quatre premiers de chaque division sont qualifiées pour les séries éliminatoires. La première équipe rencontre la quatrième alors que la deuxième et la troisième se rencontrent. Les vainqueurs se disputent ensuite le titre de champion de division. Dans chaque association, les champions de division se rencontrent et les vainqueurs jouent la série finale pour le gain de la Coupe Kelly.

#### Association de l'Est
| Clt   | Équipe                  | PJ | V  | D  | DP | DF | BP  | BC  | Pts |
| ----- | ----------------------- | -- | -- | -- | -- | -- | --- | --- | --- |
| +001, | Thunder de l'Adirondack | 72 | 41 | 20 | 7  | 4  | 266 | 218 | 93  |
| +002, | Royals de Reading       | 72 | 41 | 25 | 4  | 2  | 255 | 217 | 88  |
| +003, | Beast de Brampton       | 72 | 40 | 24 | 3  | 5  | 263 | 256 | 88  |
| +004, | Monarchs de Manchester  | 72 | 37 | 24 | 7  | 4  | 264 | 252 | 85  |
| +005, | Nailers de Wheeling     | 72 | 34 | 30 | 8  | 0  | 244 | 239 | 76  |
| +006, | Jackals d'Elmira        | 72 | 17 | 47 | 7  | 1  | 171 | 279 | 42  |

| Clt   | Équipe                          | PJ | V  | D  | DP | DF | BP  | BC  | Pts |
| ----- | ------------------------------- | -- | -- | -- | -- | -- | --- | --- | --- |
| +001, | Everblades de la Floride        | 72 | 46 | 21 | 2  | 3  | 275 | 219 | 97  |
| +002, | Swamp Rabbits de Greenville     | 72 | 40 | 26 | 5  | 1  | 251 | 252 | 86  |
| +003, | Stingrays de la Caroline du Sud | 72 | 40 | 28 | 3  | 1  | 227 | 211 | 84  |
| +004, | Solar Bears d'Orlando           | 72 | 36 | 26 | 7  | 3  | 260 | 258 | 82  |
| +005, | Cyclones de Cincinnati          | 72 | 36 | 29 | 6  | 1  | 200 | 209 | 79  |
| +006, | Gladiators d'Atlanta            | 72 | 27 | 37 | 6  | 2  | 234 | 278 | 62  |
| +007, | Admirals de Norfolk             | 72 | 26 | 40 | 6  | 0  | 214 | 271 | 58  |

- En gras : champion de division
- En italique : qualifié pour les séries

#### Association de l'Ouest
| Clt   | Équipe                | PJ | V  | D  | DP | DF | BP  | BC  | Pts |
| ----- | --------------------- | -- | -- | -- | -- | -- | --- | --- | --- |
| +001, | Walleye de Toledo     | 72 | 51 | 17 | 2  | 2  | 302 | 191 | 106 |
| +002, | Komets de Fort Wayne  | 72 | 45 | 19 | 6  | 2  | 264 | 210 | 98  |
| +003, | Mallards de Quad City | 72 | 40 | 28 | 2  | 2  | 232 | 220 | 84  |
| +004, | Wings de Kalamazoo    | 72 | 38 | 30 | 1  | 3  | 222 | 237 | 80  |
| +005, | Oilers de Tulsa       | 72 | 27 | 37 | 6  | 2  | 194 | 241 | 62  |
| +006, | Fuel d'Indy           | 72 | 23 | 42 | 3  | 4  | 196 | 290 | 53  |
| +007, | Thunder de Wichita    | 72 | 21 | 44 | 6  | 1  | 189 | 278 | 49  |

| Clt   | Équipe                | PJ | V  | D  | DP | DF | BP  | BC  | Pts |
| ----- | --------------------- | -- | -- | -- | -- | -- | --- | --- | --- |
| +001, | Americans d'Allen     | 72 | 49 | 17 | 4  | 2  | 294 | 203 | 104 |
| +002, | Eagles du Colorado    | 72 | 47 | 20 | 2  | 3  | 265 | 206 | 99  |
| +003, | Steelheads de l'Idaho | 72 | 43 | 22 | 5  | 2  | 234 | 206 | 93  |
| +004, | Grizzlies de l'Utah   | 72 | 36 | 29 | 5  | 2  | 225 | 240 | 79  |
| +005, | Mavericks du Missouri | 72 | 33 | 30 | 4  | 5  | 233 | 241 | 75  |
| +006, | Aces de l'Alaska      | 72 | 32 | 30 | 3  | 7  | 219 | 230 | 74  |
| +007, | Rush de Rapid City    | 72 | 26 | 38 | 8  | 0  | 215 | 256 | 60  |

- En gras et en italique : champion de la saison régulière
- En gras : champion de division
- En italique : qualifié pour les séries

### Meilleurs pointeurs de la saison régulière
| Joueur               | Équipe                      | PJ | B  | A  | Pts | Pun |
| -------------------- | --------------------------- | -- | -- | -- | --- | --- |
| Chad Costello        | Americans d'Allen           | 72 | 33 | 89 | 122 | 42  |
| Casey Pierro-Zabotel | Eagles du Colorado          | 72 | 24 | 64 | 88  | 47  |
| Shane Berschbach     | Walleye de Toledo           | 70 | 18 | 68 | 86  | 25  |
| Brant Harris         | Everblades de la Floride    | 67 | 32 | 51 | 83  | 47  |
| David Vallorani      | Beast de Brampton           | 72 | 32 | 51 | 83  | 28  |
| David Pacan          | Beast de Brampton           | 67 | 41 | 41 | 82  | 26  |
| Matt Garbowsky       | Eagles du Colorado          | 72 | 36 | 45 | 81  | 54  |
| Brendan O'Donnell    | Everblades de la Floride    | 61 | 41 | 39 | 80  | 39  |
| Luke Salazar         | Eagles du Colorado          | 72 | 30 | 47 | 77  | 18  |
| Angelo Miceli        | Swamp Rabbits de Greenville | 68 | 22 | 55 | 77  | 48  |

### Meilleurs gardiens
| Gardien        | Équipe                                      | PJ | V  | D  | DP | DF | Min   | BC  | BL | %Arr | Moy  |
| -------------- | ------------------------------------------- | -- | -- | -- | -- | -- | ----- | --- | -- | ---- | ---- |
| Landon Bow     | Steelheads de l'Idaho                       | 27 | 19 | 6  | 2  | 0  | 1 556 | 54  | 3  | 93,3 | 2,08 |
| Riley Gill     | Americans d'Allen                           | 43 | 32 | 7  | 2  | 0  | 2 376 | 88  | 7  | 93,5 | 2,22 |
| Jake Paterson  | Walleye de Toledo                           | 49 | 34 | 13 | 1  | 1  | 2 919 | 111 | 7  | 91,8 | 2,28 |
| J.P. Anderson  | Nailers de Wheeling Thunder de l'Adirondack | 30 | 19 | 4  | 4  | 0  | 1 653 | 68  | 2  | 91,8 | 2,47 |
| Michael Houser | Cyclones de Cincinnati                      | 41 | 22 | 14 | 2  | 1  | 2 300 | 99  | 2  | 91,9 | 2,58 |

## Séries éliminatoires de la Coupe Kelly
Le vainqueur des séries remportent la Coupe Kelly.

## Séries éliminatoires
|  | Huitièmes de finale             | Huitièmes de finale             | Huitièmes de finale             | Huitièmes de finale             |                                 |                                 | Quarts de finale | Quarts de finale | Quarts de finale | Quarts de finale |  |  | Demi-finales | Demi-finales | Demi-finales | Demi-finales |  |  | Finale de la Coupe Kelly | Finale de la Coupe Kelly | Finale de la Coupe Kelly | Finale de la Coupe Kelly |
|  |                                 |                                 |                                 |                                 |                                 |                                 |                  |                  |                  |                  |  |  |              |              |              |              |  |  |                          |                          |                          |                          |
|  |                                 |                                 |                                 |                                 |                                 |                                 |                  |                  |                  |                  |  |  |              |              |              |              |  |  |                          |                          |                          |                          |
|  | Thunder de l'Adirondack         | Thunder de l'Adirondack         | 2                               | 2                               |                                 |                                 |                  |                  |                  |                  |  |  |              |              |              |              |  |  |                          |                          |                          |                          |
|  | Thunder de l'Adirondack         | Thunder de l'Adirondack         | 2                               | 2                               |                                 |                                 |                  |                  |                  |                  |  |  |              |              |              |              |  |  |                          |                          |                          |                          |
|  | Monarchs de Manchester          | Monarchs de Manchester          | 4                               | 4                               |                                 |                                 |                  |                  |                  |                  |  |  |              |              |              |              |  |  |                          |                          |                          |                          |
|  | Monarchs de Manchester          | Monarchs de Manchester          | 4                               | 4                               | Monarchs de Manchester          | Monarchs de Manchester          | 4                | 4                |                  |                  |  |  |              |              |              |              |  |  |                          |                          |                          |                          |
|  |                                 |                                 |                                 |                                 | Monarchs de Manchester          | Monarchs de Manchester          | 4                | 4                |                  |                  |  |  |              |              |              |              |  |  |                          |                          |                          |                          |
|  |                                 |                                 | Beast de Brampton               | Beast de Brampton               | 2                               | 2                               |                  |                  |                  |                  |  |  |              |              |              |              |  |  |                          |                          |                          |                          |
|  | Royals de Reading               | Royals de Reading               | Beast de Brampton               | Beast de Brampton               | 2                               | 2                               | 2                | 2                |                  |                  |  |  |              |              |              |              |  |  |                          |                          |                          |                          |
|  | Royals de Reading               | Royals de Reading               |                                 |                                 |                                 |                                 |                  | 2                |                  |                  |  |  |              |              |              |              |  |  |                          |                          |                          |                          |
|  | Beast de Brampton               | Beast de Brampton               | 4                               | 4                               |                                 |                                 |                  |                  |                  |                  |  |  |              |              |              |              |  |  |                          |                          |                          |                          |
|  | Beast de Brampton               | Beast de Brampton               | 4                               | 4                               | Monarchs de Manchester          | Monarchs de Manchester          | 3                | 3                |                  |                  |  |  |              |              |              |              |  |  |                          |                          |                          |                          |
|  |                                 |                                 |                                 |                                 | Monarchs de Manchester          | Monarchs de Manchester          | 3                | 3                |                  |                  |  |  |              |              |              |              |  |  |                          |                          |                          |                          |
|  |                                 |                                 | Stingrays de la Caroline du Sud | Stingrays de la Caroline du Sud | 4                               | 4                               |                  |                  |                  |                  |  |  |              |              |              |              |  |  |                          |                          |                          |                          |
|  | Everblades de la Floride        | Everblades de la Floride        | Stingrays de la Caroline du Sud | Stingrays de la Caroline du Sud | 4                               | 4                               | 4                | 4                |                  |                  |  |  |              |              |              |              |  |  |                          |                          |                          |                          |
|  | Everblades de la Floride        | Everblades de la Floride        |                                 |                                 |                                 |                                 |                  | 4                |                  |                  |  |  |              |              |              |              |  |  |                          |                          |                          |                          |
|  | Solar Bears d'Orlando           | Solar Bears d'Orlando           | 3                               | 3                               |                                 |                                 |                  |                  |                  |                  |  |  |              |              |              |              |  |  |                          |                          |                          |                          |
|  | Solar Bears d'Orlando           | Solar Bears d'Orlando           | 3                               | 3                               | Everblades de la Floride        | Everblades de la Floride        | 1                | 1                |                  |                  |  |  |              |              |              |              |  |  |                          |                          |                          |                          |
|  |                                 |                                 |                                 |                                 | Everblades de la Floride        | Everblades de la Floride        | 1                | 1                |                  |                  |  |  |              |              |              |              |  |  |                          |                          |                          |                          |
|  |                                 |                                 | Stingrays de la Caroline du Sud | Stingrays de la Caroline du Sud | 4                               | 4                               |                  |                  |                  |                  |  |  |              |              |              |              |  |  |                          |                          |                          |                          |
|  | Swamp Rabbits de Greenville     | Swamp Rabbits de Greenville     | Stingrays de la Caroline du Sud | Stingrays de la Caroline du Sud | 4                               | 4                               | 2                | 2                |                  |                  |  |  |              |              |              |              |  |  |                          |                          |                          |                          |
|  | Swamp Rabbits de Greenville     | Swamp Rabbits de Greenville     |                                 |                                 |                                 |                                 |                  | 2                |                  |                  |  |  |              |              |              |              |  |  |                          |                          |                          |                          |
|  | Stingrays de la Caroline du Sud | Stingrays de la Caroline du Sud | 4                               | 4                               |                                 |                                 |                  |                  |                  |                  |  |  |              |              |              |              |  |  |                          |                          |                          |                          |
|  | Stingrays de la Caroline du Sud | Stingrays de la Caroline du Sud | 4                               | 4                               | Stingrays de la Caroline du Sud | Stingrays de la Caroline du Sud | 0                | 0                |                  |                  |  |  |              |              |              |              |  |  |                          |                          |                          |                          |
|  |                                 |                                 |                                 |                                 | Stingrays de la Caroline du Sud | Stingrays de la Caroline du Sud | 0                | 0                |                  |                  |  |  |              |              |              |              |  |  |                          |                          |                          |                          |
|  |                                 |                                 | Eagles du Colorado              | Eagles du Colorado              | 4                               | 4                               |                  |                  |                  |                  |  |  |              |              |              |              |  |  |                          |                          |                          |                          |
|  | Walleye de Toledo               | Walleye de Toledo               | Eagles du Colorado              | Eagles du Colorado              | 4                               | 4                               | 4                | 4                |                  |                  |  |  |              |              |              |              |  |  |                          |                          |                          |                          |
|  | Walleye de Toledo               | Walleye de Toledo               |                                 |                                 |                                 |                                 |                  | 4                |                  |                  |  |  |              |              |              |              |  |  |                          |                          |                          |                          |
|  | Wings de Kalamazoo              | Wings de Kalamazoo              | 3                               | 3                               |                                 |                                 |                  |                  |                  |                  |  |  |              |              |              |              |  |  |                          |                          |                          |                          |
|  | Wings de Kalamazoo              | Wings de Kalamazoo              | 3                               | 3                               | Walleye de Toledo               | Walleye de Toledo               | 4                | 4                |                  |                  |  |  |              |              |              |              |  |  |                          |                          |                          |                          |
|  |                                 |                                 |                                 |                                 | Walleye de Toledo               | Walleye de Toledo               | 4                | 4                |                  |                  |  |  |              |              |              |              |  |  |                          |                          |                          |                          |
|  |                                 |                                 | Komets de Fort Wayne            | Komets de Fort Wayne            | 1                               | 1                               |                  |                  |                  |                  |  |  |              |              |              |              |  |  |                          |                          |                          |                          |
|  | Komets de Fort Wayne            | Komets de Fort Wayne            | Komets de Fort Wayne            | Komets de Fort Wayne            | 1                               | 1                               | 4                | 4                |                  |                  |  |  |              |              |              |              |  |  |                          |                          |                          |                          |
|  | Komets de Fort Wayne            | Komets de Fort Wayne            |                                 |                                 |                                 |                                 |                  | 4                |                  |                  |  |  |              |              |              |              |  |  |                          |                          |                          |                          |
|  | Mallards de Quad City           | Mallards de Quad City           | 1                               | 1                               |                                 |                                 |                  |                  |                  |                  |  |  |              |              |              |              |  |  |                          |                          |                          |                          |
|  | Mallards de Quad City           | Mallards de Quad City           | 1                               | 1                               | Walleye de Toledo               | Walleye de Toledo               | 1                | 1                |                  |                  |  |  |              |              |              |              |  |  |                          |                          |                          |                          |
|  |                                 |                                 |                                 |                                 | Walleye de Toledo               | Walleye de Toledo               | 1                | 1                |                  |                  |  |  |              |              |              |              |  |  |                          |                          |                          |                          |
|  |                                 |                                 | Eagles du Colorado              | Eagles du Colorado              | 4                               | 4                               |                  |                  |                  |                  |  |  |              |              |              |              |  |  |                          |                          |                          |                          |
|  | Americans d'Allen               | Americans d'Allen               | Eagles du Colorado              | Eagles du Colorado              | 4                               | 4                               | 4                | 4                |                  |                  |  |  |              |              |              |              |  |  |                          |                          |                          |                          |
|  | Americans d'Allen               | Americans d'Allen               |                                 |                                 |                                 |                                 |                  | 4                |                  |                  |  |  |              |              |              |              |  |  |                          |                          |                          |                          |
|  | Grizzlies de l'Utah             | Grizzlies de l'Utah             | 1                               | 1                               |                                 |                                 |                  |                  |                  |                  |  |  |              |              |              |              |  |  |                          |                          |                          |                          |
|  | Grizzlies de l'Utah             | Grizzlies de l'Utah             | 1                               | 1                               | Americans d'Allen               | Americans d'Allen               | 2                | 2                |                  |                  |  |  |              |              |              |              |  |  |                          |                          |                          |                          |
|  |                                 |                                 |                                 |                                 | Americans d'Allen               | Americans d'Allen               | 2                | 2                |                  |                  |  |  |              |              |              |              |  |  |                          |                          |                          |                          |
|  |                                 |                                 | Eagles du Colorado              | Eagles du Colorado              | 4                               | 4                               |                  |                  |                  |                  |  |  |              |              |              |              |  |  |                          |                          |                          |                          |
|  | Eagles du Colorado              | Eagles du Colorado              | Eagles du Colorado              | Eagles du Colorado              | 4                               | 4                               | 4                | 4                |                  |                  |  |  |              |              |              |              |  |  |                          |                          |                          |                          |
|  | Eagles du Colorado              | Eagles du Colorado              |                                 |                                 |                                 |                                 |                  | 4                |                  |                  |  |  |              |              |              |              |  |  |                          |                          |                          |                          |
|  | Steelheads de l'Idaho           | Steelheads de l'Idaho           | 1                               | 1                               |                                 |                                 |                  |                  |                  |                  |  |  |              |              |              |              |  |  |                          |                          |                          |                          |
|  | Steelheads de l'Idaho           | Steelheads de l'Idaho           | 1                               | 1                               |                                 |                                 |                  |                  |                  |                  |  |  |              |              |              |              |  |  |                          |                          |                          |                          |
|  |                                 |                                 |                                 |                                 |                                 |                                 |                  |                  |                  |                  |  |  |              |              |              |              |  |  |                          |                          |                          |                          |

## Trophées de l'ECHL
| Coupe Kelly :                            | Eagles du Colorado                   |
| Coupe Brabham :                          | Walleye de Toledo                    |
| Trophée Gingher :                        | Stingrays de la Caroline du Sud      |
| Trophée Bruce Taylor :                   | Eagles du Colorado                   |
| Trophée John Brophy :                    | Dan Watson (Walleye de Toledo)       |
| CCM Meilleur joueur de la Ligue :        | Chad Costello (Americans d'Allen)    |
| Meilleur joueur de la Coupe Kelly :      | Matt Register (Eagles du Colorado)   |
| Warrior Gardien de but de l'Année :      | Riley Gill (Americans d'Allen)       |
| CCM Recrue de l'année :                  | Tyson Spink (Walleye de Toledo)      |
| Défenseur de l'année :                   | Matt Register (Eagles du Colorado)   |
| Meilleur pointeur :                      | Chad Costello (Americans d'Allen)    |
| AMI Graphics Meilleur différentiel +/- : | Joël Chouinard (Americans d'Allen)   |
| Meilleur esprit sportif :                | Shane Berschbach (Walleye de Toledo) |
| Prix du service communautaire :          | Mike Embach (Komets de Fort Wayne)   |
| Trophée Ryan Birmingham :                | Scott DeBaugh                        |

### Équipes d'étoiles
| Position       | Joueur               | Équipe             |
| -------------- | -------------------- | ------------------ |
| Gardien de but | Riley Gill           | Americans d'Allen  |
| Défenseur      | David Makowski       | Americans d'Allen  |
| Défenseur      | Matt Register        | Eagles du Colorado |
| Attaquant      | Chad Costello        | Americans d'Allen  |
| Attaquant      | Matt Garbowsky       | Eagles du Colorado |
| Attaquant      | Casey Pierro-Zabotel | Eagles du Colorado |

| Position       | Joueur            | Équipe                   |
| -------------- | ----------------- | ------------------------ |
| Gardien de but | Jake Paterson     | Walleye de Toledo        |
| Défenseur      | Jake Marto        | Eagles du Colorado       |
| Défenseur      | Kevin Schulze     | Nailers de Wheeling      |
| Attaquant      | Shane Berschbach  | Walleye de Toledo        |
| Attaquant      | Brendan O'Donnell | Everblades de la Floride |
| Attaquant      | David Vallorani   | Beast de Brampton        |

| Position       | Joueur        | Équipe                |
| -------------- | ------------- | --------------------- |
| Gardien de but | Landon Bow    | Steelheads de l'Idaho |
| Défenseur      | Kevin Schulze | Nailers de Wheeling   |
| Défenseur      | Nolan Zajac   | Walleye de Toledo     |
| Attaquant      | Mike Cazzola  | Komets de Fort Wayne  |
| Attaquant      | Tylor Spink   | Walleye de Toledo     |
| Attaquant      | Tyson Spink   | Walleye de Toledo     |